# Communauté de communes du Saosnois
Die Communauté de communes du Saosnois ist ein ehemaliger französischer Gemeindeverband mit der Rechtsform einer Communauté de communes in den Départements Sarthe und Orne der Regionen Pays de la Loire bzw. Normandie. Sie wurde am 26. Dezember 1994 als Nachfolgeorganisation des SIPEAC du Saosnois gegründet und umfasste 25 Gemeinden. Der Verwaltungssitz befand sich im Ort Mamers. Die Besonderheit liegt in der Département- und Regions-übergreifenden Struktur der Gemeinden.

## Historische Entwicklung
Mit Wirkung vom 1. Januar 2017 fusionierte der Gemeindeverband mit
- Communauté de communes Maine 301, sowie
- Communauté de communes du Pays Marollais

und bildete so die Nachfolgeorganisation Communauté de communes Maine Saosnois.

## Ehemalige Mitgliedsgemeinden

### Département Sarthe
1. Aillières-Beauvoir
2. Les Aulneaux
3. Blèves
4. Commerveil
5. Contilly
6. Louvigny
7. Louzes
8. Mamers
9. Marollette
10. Les Mées
11. Neufchâtel-en-Saosnois
12. Panon
13. Pizieux
14. Saint-Calez-en-Saosnois
15. Saint-Cosme-en-Vairais
16. Saint-Longis
17. Saint-Pierre-des-Ormes
18. Saint-Rémy-des-Monts
19. Saint-Rémy-du-Val
20. Saint-Vincent-des-Prés
21. Saosnes
22. Vezot
23. Villaines-la-Carelle

### Département Orne
1. Origny-le-Roux
2. Suré